# Beniamino Gigli

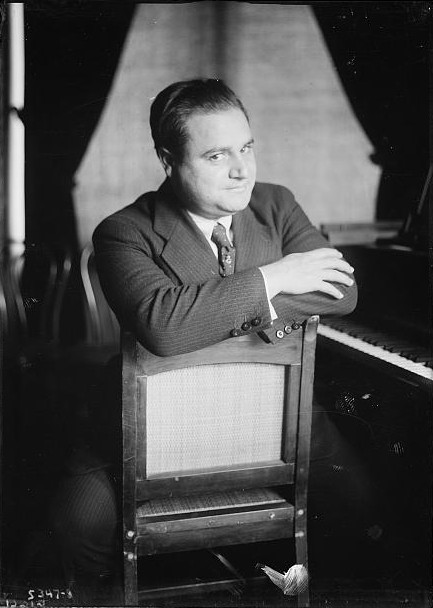
Beniamino Gigli

Beniamino Gigli [ˈdʒiʎːi] (* 20. März 1890 in Recanati; † 30. November 1957 in Rom) war ein italienischer Opernsänger und Filmschauspieler. In Deutschland war die Schreibweise seines Vornamens „Benjamino“. Gigli war einer der größten Tenöre seiner Zeit.

## Leben
Beniamino Gigli war der Sohn eines Schuhmachers aus Recanati in der Region Marken. Er erlernte das Singen im örtlichen Kirchenchor. Sein erstes Geld verdiente er als Ladengehilfe. Er spielte auch Saxophon und fand schließlich einen Lehrer, der ihm auf Kredit Gesangsstunden erteilte. Als er während des Libyenkriegs von 1912 zum Militärdienst einberufen wurde, sorgte ein Vorgesetzter dafür, dass er seinen Dienst statt im riskanten Kriegseinsatz in einem Lazarett ableisten konnte, und vermittelte ihm den Kontakt zu dem berühmten Tenor Alessandro Bonci. Bis zum Sommer 1914 erhielt Gigli dann eine Ausbildung an der bedeutenden Accademia di Santa Cecilia in Rom.
Im Anschluss gewann Gigli den ersten Preis in einem Gesangswettbewerb in Parma. Sein Operndebüt folgte am 15. Oktober 1914 in Rovigo mit der Partie des Enzo in Amilcare Ponchiellis La Gioconda, die im November 1918 auch als Schallplatte eingespielt wurde. 1915 sang er in Neapel die Partie des Faust in Arrigo Boitos Mefistofele. Berühmtheit erlangte Gigli ab 1918, als er unter Arturo Toscanini erstmals an der Mailänder Scala sang. Nach seinem Debüt an der Metropolitan Opera in New York am 26. November 1920 machte er sich mit seinen Interpretationen eines sehr breiten Spektrums italienischer Opern einen Namen. Besonders eingeprägt hat er sich dem Publikum jedoch mit seiner Interpretation der Partie des Rodolfo in Giacomo Puccinis La Bohème und der Titelpartie in Umberto Giordanos Andrea Chénier.
1932 verließ Gigli die Met und kehrte nach Italien zurück, wo er ab Mitte der 1930er Jahre auch in Spielfilmen auftrat. Dass Benito Mussolini ihn als Sänger besonders schätzte, rief zwar Kritik hervor, fügte seinem Ruhm jedoch keinen dauerhaften Schaden zu. Nachdem er sich während des Zweiten Weltkrieges von der Bühne zurückgezogen hatte, trat er ab 1945 wieder mit großem Erfolg auf. In den letzten Lebensjahren gab Gigli vorwiegend Konzerte; Opernauftritte wurden seltener. 1955 zog er sich ganz zurück und schrieb seine Memoiren. 1957 starb Beniamino Gigli in Rom an einer Lungenentzündung. Er wurde in seiner Heimatstadt Recanati unter größter Anteilnahme des italienischen Volkes beigesetzt.

## Filmografie (Auswahl)
- 1935: Vergiß mein nicht
- 1936: Forget Me Not
- 1936: Du bist mein Glück
- 1936: Ave Maria
- 1937: Die Stimme des Herzens
- 1937: Solo per te
- 1937: Mutterlied
- 1938: Dir gehört mein Herz
- 1938: Drei Frauen um Verdi (Giuseppe Verdi)
- 1939: Der singende Tor
- 1939: La casa lontana (italienische Fassung von Der singende Tor)
- 1940: Traummusik
- 1941: Mutter (Mamma)
- 1941: Tragödie einer Liebe (Vertigine)
- 1942: Bajazzo (I pagliacci)
- 1943: Lache Bajazzo
- 1943: Achtung, Aufnahme (Silenzio, si gira!)
- 1950: Nacht-Taxi (Taxi di notte)

## Autobiografie
- Confidenze. Istituto per l’Enciclopedia de Carlo. Rom 1942; 3. erweiterte Auflage 1943
- Memorie. Mondadori. Mailand 1957
- Und es blitzten die Sterne. Die Geschichte meines Lebens. (Aus dem Englischen übersetzt von Ruth Uecker-Lutz). Verlag der Sternbücher. Hamburg 1957.